# Willem Huijgens
Willem Huijgens (Den Haag, 7 maart 1904 – Sörenberg, 26 juni 1972) was een Nederlands politicus van de PvdA. 
Hij werd geboren als zoon van Willem Huijgens (1867-1934; ingenieur) en Johanna Adriana Antoinette Bongaards (1872-1914). Na de hbs studeerde hij aan de handelshogeschool in Rotterdam waar hij in 1939 promoveerde op het proefschrift 'De Wieringermeer'. Hij trouwde met Antoinette Bruijnzeel (1904-1978) en was tien jaar directiesecretaris bij NV Bruynzeel in Zaandam. Huijgens heeft verder gewerkt bij de gemeentesecretarie van Heemstede. Hij was werkzaam bij het ministerie van Binnenlandse Zaken voor hij in 1946 benoemd werd tot burgemeester van de Noord-Hollandse gemeente Bergen. Huijgens kwam meerdere keren in conflict met de gemeenteraad. Hij had grootste plannen die niet altijd goed vielen bij de bevolking. Zo wilde hij het aantal inwoners laten groeien van 11.000 naar 40.000. Ook was hij voorstander van het opheffen van de Bello-tram om dat traject te gebruiken voor een nieuwe weg richting Alkmaar. In 1959 werd in de gemeenteraad een motie van wantrouwen tegen burgemeester Huijgens aangenomen waarop hij ontslag aanvroeg. Hij overleed in 1972 in Zwitserland op 68-jarige leeftijd. 